# Basinkomst i Spanien

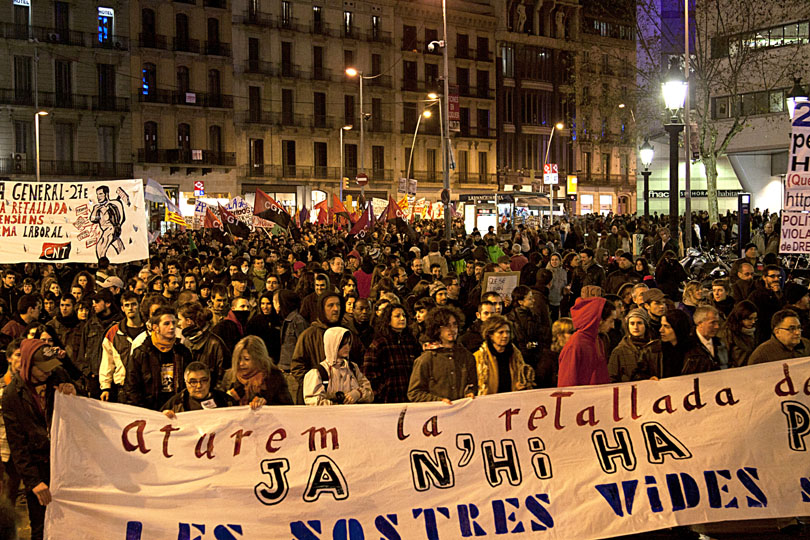
Protester i början av år 2011 i Barcelona mot höjd pensionsålder. Protester som denna har också medfört att basinkomst diskuterats mer.

Före år 2000 var debatten om basinkomst eller medborgarlön, på spanska renta básica eller ingreso ciudadano, tämligen liten och sporadisk. Det var i stort sett bara några enskilda akademiker som deltog. I samband med ett basinkomstsymposium i Barcelona 2001 ökade dock intresset, vilket hållit i sig sedan dess. Förutom PODEMOS, som hade basinkomst som en av huvudpunkterna i det första valmanifestet och där diskussionen allmänt är levande, så har bland annat  Spanska Occupy-rörelsen tagit ställning för reformen liksom 15-majrörelsen Spanska partier som förordar olika varianter av basinkomst är bland annat Bildu och EQUO Berdeak i Baskien och Anova i Galicien. Framträdande förespråkare är Daniel Raventós, Julie Work och Jorge Martin.

## Definition
Red Renta Basica definierar "ingreso mínimo vital", minimiinkomst, som en kraftigt villkorat försörjningsstöd som kräver att mottagaren söker arbete och som fasas ut när arbete erhålls. De argumenterar för att lämna konceptet minimiinkomst och istället införa basinkomst.

"Renta basica" definieras  som en statlig eller nationell basinkomst. Med detta avser de att inkomsten delas ut av en stat, att den är oberoende vilja till lönearbete, oberoende av om individen är rik eller fattig, och att nivån är lika för alla. I förklaringen framhåller de dock att övernationell basinkomst också är möjlig, till exempel på EU-nivå, liksom i regioner mindre än staten, samt att det kan vara olika nivåer för vuxna och barn

## Debatten och argumenten
Daniel Raventós och Julie Work ser basinkomstidén dels som en kritik av de enorma välståndsklyftorna, men också som en frihetsreform. Författarna menar att jämlikhet och frihet inte är mål som kan eller bör eftersträvas oberoende av varandra. Fattigdom är inte bara försakelser, materiell nöd och inkomstskillnaderna. Med fattigdom följer också beroendet av andras nycker, brist på självkänsla, social isolering och stigmat i att bli kallad "fattig".

## Regionerna

### Katalonien
Debatten om basinkomst ökade markant i Katalonien under 2000-talets första decennium. 2002 presenterades ett lagförslag om basinkomst och ett flertal ekonomiska studier har sedan dess också producerats. Hösten 2015 tillfrågades 1 600 katalaner i en opinionsundersökning ifall Katalonien borde införa en ovillkorlig basinkomst på 650 euro per månad (för vuxna). Resultatet visade ett brett stöd för idén, 72,3 procent var för förslaget medan endast 20 procent sa nej. 7,6 procent sa att de inte hade någon åsikt.
I februari 2017 meddelade Urban Innovative Actions (UIA), ett initiativ av EU-kommissionen som stödjer kreativa projekt i fattiga delar av Europa, att de fått ihop 4,85 miljoner euro för ett treårigt minimiinkomst-pilotprojekt med grundläggande inkomsttrygghet i Barcelona. Basic Income Earth Network poängterar att det är viktigt att särskilja basinkomst från försörjningsstöd med utformning enligt modellen Guaranteed minimum income eftersom minimiinkomst innehåller jobbsökarkrav och fasas ut vid arbete. 
Under 2021 beslutade Kataloniens parlament att på egen hand testa basinkomst i någon utvald kommun i delstaten. Detta bland annat mot bakgrund av kritiken som framkommit mot det arbetsvillkorade minimiinkomstsystem som infördes under 2020. I detta nya pilotförsök ska enligt planerna alla personer ingå som mottagare, dvs inte bara fattiga. Under hösten 2022 tydliggjordes planerna något. Att pilotprojektet enligt plan ska pågå i två år och omfatta omkring 5000 personer. Den månatliga nivån kommer enligt plan att vara 800 euro per månad för vuxna och 300 euro per månad för barn under 18 år. Personer med extra höga inkomst och förmögenhet kommer dock att exkluderas, också enligt plan.

## Årtalshistorik
- 2001: Red Renta Basica bildas
- 2004: Basic Income Earth Network håller sin konferens i Barcelona. En studie föreslår en basinkomst på 5 400 euro per år för alla vuxna och 2 700 euro för alla barn för Katalonien.[5]
- 2009: Spaniens parlament bildar en kommitté för att utvärdera för- och nackdelar med en statlig basinkomst för alla spanska medborgare. Raventós skriver om basinkomstidén i El País (att reformen är finansiellt möjlig och bra för de fattiga)[11]
- 2012: Spanska 15 maj-rörelsen antar basinkomst som ett av sina fem huvudkrav.[12] Söndagen den 13 maj 2012 deltar 1 000 personer i en workshop om basinkomst.[13]
- 2017: EU beslutar att stödja ett pilotprojekt i distriktet Besós i Barcelona med 13 miljoner euro. Detta för att 1000 slumpvist utvalda låginkomsthushåll ska få testa minimiinkomst i två år.. Flera medier har tyvärr benämnt minimiinkomstförsöket med begreppet basinkomst, vilket inte är korrekt benämning.[14]
- 2020 införde Spanien ett nationellt minimiinkomstsystem för att på sikt minska skillnaderna mellan de  regionala minimiinkomstsystemen som har kraftigt olika utformning. Enligt planerna skall detta försörjningsstöd vara möjligt att erhålla för hushåll om de kan bevisa att de sökt arbete och uppgå till högst cirka 12 000 kronor i månaden.[15] Systemet infördes efter att många invånare hamnat i fattigdom på grund av coronaviruspandemin 2019–2021.[15]